# Red Notice
Red Notice is een Amerikaanse komische actiefilm uit 2021, geschreven en geregisseerd door Rawson Marshall Thurber. De hoofdrollen worden vertolkt door Dwayne Johnson, Ryan Reynolds en Gal Gadot. De film markeert de derde samenwerking tussen Thurber en Johnson na Central Intelligence (2016) en Skyscraper (2018).

## Verhaal
Meer dan tweeduizend jaar geleden gaf de oude Romeinse commandant Marcus Antonius, Cleopatra VII drie edelsteeneieren als huwelijksgeschenk als teken van loyaliteit. Deze eieren verdwenen geleidelijk totdat ze in 1907 bij archeologische opgravingen werden herontdekt. Hoewel er twee eieren werden gevonden, is de verblijfplaats van de laatste niet bekend. In 2021 onderzochten rechercheur John Hartley, de topcrimineel profiler van de FBI en Urvashi Das van Interpol een ei in het nationaal museum Engelenburcht in Rome, maar het ei werd overgedragen en besteld door Das. Het museum werd gesloten, maar de internationale kunstdief Nolan Booth wist te ontsnappen onder Hartley's jacht. Twee dagen later keerde Booth met de paaseieren terug naar zijn huis op Bali, maar Hartley en Das, evenals een commandoteam van Interpol, stonden hier al vroeg te wachten. Ze arresteerden Booth en namen de paaseieren in hechtenis. Maar onverwacht deed Sarah Black, alias "Bishop" zich voor als een commando en verpakte in het geheim de eieren en nam de authentieke mee.
De volgende dag benaderde Das, Hartley in de veronderstelling dat hij werd verdacht van de diefstal van het echte ei. Als gevolg hiervan zette ze Hartley op in een afgelegen Russische gevangenis die hij deelt met Booth. Black kwam naar de gevangenis en stelde Booth voor om samen naar het derde paasei te zoeken en vertelde Hartley dat Booth had gelogen en wist waar het was. Nadat Booth weigerde, stelde Hartley, Booth voor om samen te werken om Black te verslaan en wees erop dat als hij Black zou kunnen arresteren, Booth dan 's werelds nummer één kunstdief zou kunnen worden. Na een worsteling ontsnapten de twee met succes uit de gevangenis en gingen naar Valencia, van plan om het tweede ei te stelen op een verkleedfeestje. Het ei wordt vastgehouden door de beruchte wapenhandelaar Sotto Voce. Ook daar kwamen ze zwart met hetzelfde doel tegen. Toen de drie bij de kluis van Voce aankwamen, vocht Black met de twee en bond ze uiteindelijk samen. Bij aankomst onthulde Voce dat hij samenwerkte met Black en Hartley en Booth gevangen zette.
Voce en Black martelden Hartley, in de overtuiging dat Booth de verblijfplaats van het derde ei had gelekt; Booth onthulde uiteindelijk dat het ei in Egypte was, waardoor Black, Voce verraadde en alleen vertrok. Booth zei dat het derde ei eigenlijk in Argentinië lag en dat hij het kende van het geliefde horloge van zijn vader; het horloge was ooit van Adolf Hitlers privé-kunstconservator Rudolph Zeich. Hij verborg al zijn schatten in Argentinië. Hartley en Booth gingen de jungle van Argentinië binnen en vonden het derde paasei uit een mysterieuze ondergrondse schatkamer. Blake kwam en richtte een pistool op de twee mannen, met de bedoeling om de eieren weg te nemen, maar werd onderbroken door Das en een Argentijnse politieagent. Hartley, Booth en Black reden een verlaten kopermijn binnen, terwijl Das en anderen hen achtervolgden in gepantserde voertuigen. Uiteindelijk verlaten ze de top van een waterval die ze overspringen en landen in een meer op de bodem. Booth zwemt naar de kust met het ei, maar ontdekt dat Hartley en Black eigenlijk romantische en professionele partners zijn, beide onder de alias "Bishop".
Booth geeft het ei af en ze laten hem geboeid achter aan een boom in het regenwoud. In Caïro overhandigden Hartley en Black drie gekleurde eieren aan een Egyptische miljardairkoper, die de schat aan de bruiloft van zijn dochter schonk (reproductie van het geschenk van Marcus Antonius aan Cleopatra); maar de bruid geeft duidelijk de voorkeur aan de bruiloftszanger Ed Sheeran. Das deed toen een inval op de bruiloft, arresteerde de aanwezige rijke familie en nam de gekleurde eieren in beslag. Hartley en Black ontmoetten Booth opnieuw op het jacht. Booth vertelde hen dat Das hun rekeningen op de Kaaimaneilanden had bevroren, waaronder 300 miljoen dollar aan vergoedingen van Egyptische rijke mannen en dat Hartley en Black niets hadden. Booth profiteerde van hun berooide benarde situatie om een nieuwe samenwerking voor overvallen voor te stellen, Hartley en Blake kwamen overeen om met Booth naar de volgende doel-locatie te gaan: het Louvre in Parijs. Tegelijkertijd vaardigde Das een red notices uit tegen Hartley, Booth en Black.

## Rolverdeling
| Acteur               | Personage            |
| -------------------- | -------------------- |
| Dwayne Johnson       | John Hartley         |
| Ryan Reynolds        | Nolan Booth          |
| Gal Gadot            | Sarah Black / Bishop |
| Chris Diamantopoulos | Sotto Voce           |
| Ritu Arya            | Urvashi Das          |

## Productie
De opnames begonnen op 3 januari 2020 in Atlanta, maar werden kort daarna opgeschort vanwege de COVID-19-pandemie. De opnames werden hervat in september 2020. De productie in Atlanta werd op 14 november voltooid, voordat hij naar Rome en Sardinië, Italië verhuisde voor een week opname. De opnames in Italië werden op 18 november afgerond.
Het budget van de film was ongeveer $ 200 miljoen, waarmee het tot nu toe het duurste project op het Netflix-platform was.

## Release
De film ging in première op 3 november 2021 in Los Angeles. Oorspronkelijk was de film gepland voor release door Universal Pictures, maar werd overgenomen door Netflix voor distributie. De film begon met een beperkte Amerikaanse bioscooprelease op 5 november 2021 voordat het op 12 november 2021 digitaal op het platform werd gestreamd.

## Ontvangst
De film ontving over het algemeen ongunstige recensies van critici. Op Rotten Tomatoes heeft Red Notice een waarde van 35% en een gemiddelde score van 4,70/10, gebaseerd op 151 recensies. Op Metacritic heeft de film een gemiddelde score van 37/100, gebaseerd op 38 recensies.